# Dicranella pumila
Dicranella pumila är en bladmossart som först beskrevs av Sauter, och fick sitt nu gällande namn av Sauter 1870. Dicranella pumila ingår i släktet jordmossor, och familjen Dicranaceae. Inga underarter finns listade i Catalogue of Life.